# A Good Day to Be a Dog
A Good Day to Be a Dog (hangul: 오늘도 사랑스럽개) (bra: Um Bom Dia para Ser um Cachorro) é uma série de televisão sul-coreana baseada numa webtoon do Naver de mesmo nome criada por Lee Hey, que foi publicada entre 2017 e 2019, dirigida por Kim Dae-woong e estrelada por Park Gyu-young, Cha Eun-woo e Lee Hyun Woo. Foi ao ar na MBC TV de 11 de outubro de 2023 a 10 de janeiro de 2024, todas as quartas-feiras às 21h (KST). Também está disponível para streaming nas plataformas Viki e Viu em regiões selecionadas.

## Sinopse
A série lida com o romance entre uma mulher, que é amaldiçoada a se transformar em cachorro ao beijar alguém, e um homem, que é a única pessoa que consegue quebrar a maldição, mas tem medo de cachorros devido a um trauma de infância.

## Elenco

### Principal
- Park Gyu-young como Han Hae-na / Mak-soon: uma professora de coreano do ensino médio que se transforma em um cachorro quando beija alguém.[13]
- Cha Eun-woo como Jin Seo-won / Soo-hyun: um professor de matemática do ensino médio que ficou com medo de cachorros devido a um trauma de infância.[8]
- Lee Hyun-woo como Lee Bo-gyeom / San-sin: um professor de história coreana do ensino médio que é conhecido na escola por ser bonito.[14]
- Yoon Hyun-soo como Choi Yul: sobrinho de Seo-won e aluno de Hae-na.[15]
- Kim Yi-kyung como Min Ji-ah: uma estudante do ensino médio.[16]

### De apoio

#### A família de Hae-na
- Ryu Abel como Han Yu-na: irmã mais velha de Hae-na.[17]
- Jung Young-joo como Shin Mi-seon: mãe de Hae-na.[18]
- Kim Hong-pyo como Han Pan-dong: pai de Hae-na.[16]
- Cho Jin-se como Song Woo-taek: amigo de infância de Yu-na.[16]
- Kim Hae-jun como tio materno de Hae-na.[16]

#### Professores da Escola Secundária Garam
- Lee Seo-el como Yoon Chae-ah: uma professora de língua coreana.[19]
- Song Young-ah como Cheon Song-yi: uma professora de música.[20]
- Yoo Seung-mok como vice-diretor.[16]

#### Alunos de Hae-na
- Jo Ah-young como Song Da-eun: uma estudante do ensino médio que se apaixona por Seo-won.[21]
- Kang Soo-bin como Kwon Ri-ae: grande fã de Bo-gyeom que é um bom aluno de matemática e física.[16]
- Kim Min-ji como Chu So-yeon, aluna do ensino médio.[16]
- Shin Jun-hang como Jo Jun-seo, aluno do ensino médio.[16]

#### Outro
- Kim Min-seok como Kang Eun-hwan: um colega de escola de Seo-won.[16]
- Lee Seung-jun como Oh Sang-su: ex-namorado de Yu-na.[16]

### Estendido
- Lee Jong-wook como Min-sik: professor da Escola Secundária Garam.[22]
- Shim Wan-jun como professor de educação física na Escola Secundária Garam.[23]
- Park Hae-in como Yoon-ji: professora da Escola Secundária Garam.[24]

### Participações especiais
- Lee Yong-nyeo como dona de Popi

## Produção
As filmagens começaram em outubro de 2022, e terminaram em abril de 2023.

## Audiência
| Temporada | Temporada | Ep. 1 | Ep. 2 | Ep. 3 | Ep. 4 | Ep. 5 | Ep. 6 | Ep. 7 | Ep. 8 | Ep. 9 | Ep. 10 | Ep. 11 | Ep. 12 | Ep. 13 | Audiência |
| --------- | --------- | ----- | ----- | ----- | ----- | ----- | ----- | ----- | ----- | ----- | ------ | ------ | ------ | ------ | --------- |
|           | 1         | N/A   | 555   | N/A   | N/A   | N/A   | N/A   | N/A   | N/A   | N/A   | N/A    | N/A    | N/A    | N/A    | N/A       |

| Ep. | Data de transmissão original | Parcela média de audiência (Nielsen Korea) |
| --- | ---------------------------- | ------------------------------------------ |
| 1 | 11 de outubro de 2023        | 2,2% (29º)                                 |
| 2 | 11 de outubro de 2023        | 2.8% (21º)                                 |
| 3 | 18 de outubro de 2023        | 1,9% (29º)                                 |
| 4 | 1º de novembro de 2023       | 1,7% (32º)                                 |
| 5 | 15 de novembro de 2023       | 1,7% (30º)                                 |
| 6 | 15 de novembro de 2023       | 2,2% (26º)                                 |
| 7 | 22 de novembro de 2023       | 2,2% (25º)                                 |
| 8 | 29 de novembro de 2023       | 1,9% (29º)                                 |
| 9 | 6 de dezembro de 2023        | 1,8% (27º)                                 |
| 10 | 13 de dezembro de 2023       | 1,9% (28º)                                 |
| 11 | 20 de dezembro de 2023       | 1,5% (34º)                                 |
| 12 | 27 de dezembro de 2023       | 1,8% (29º)                                 |
| 13 | 3 de janeiro de 2024         | 1,5% (35º)                                 |
| 14 | 10 de janeiro de 2024        | 1.5% (36º)                                 |
| Média | Média                        | 1.9%                                       |
| - Na tabela acima, os números em azul representam a audiência mais baixa e os números em vermelho representam a audiência mais alta. |                              |                                            |

## Prêmios e indicações
| Cerimônia        | Ano  | Categoria                                         | Indicado(s)                  | Resultado | Ref.   |
| ---------------- | ---- | ------------------------------------------------- | ---------------------------- | --------- | ------ |
| MBC Drama Awards | 2023 | Prêmio de Excelência, Atriz em uma Minissérie     | Park Gyu-young               | Venceu    | [ 28 ] |
| MBC Drama Awards | 2023 | Prêmio de Melhor Casal                            | Cha Eun-woo e Park Gyu-young | Indicado  | [ 29 ] |
| MBC Drama Awards | 2023 | Melhor Ator Revelação                             | Yoon Hyun-soo                | Indicado  | [ 30 ] |
| MBC Drama Awards | 2023 | Prêmio de Excelência, Ator em uma Minissérie      | Lee Hyun-woo                 | Indicado  | [ 31 ] |
| MBC Drama Awards | 2023 | Prêmio de Alta Excelência, Ator em uma Minissérie | Cha Eun-woo                  | Indicado  | [ 32 ] |